# W pustyni i w puszczy (EP)
W pustyni i w puszczy – minialbum Andrzeja Korzyńskiego i zespołu 2 plus 1, wydany w 1973 roku nakładem Polskich Nagrań.

## Ogólne informacje
Tzw. "czwórka" zatytułowana Muzyka i piosenki z filmu W pustyni i w puszczy była ścieżką dźwiękową do pierwszej ekranizacji powieści Henryka Sienkiewicza z 1973 roku. Zawierała dwie piosenki w wykonaniu zespołu 2 plus 1, w tym "Gwiazda dnia", która pojawia się w filmie w trakcie wyświetlania napisów końcowych, a także dwa utwory instrumentalne. Cały materiał został skomponowany przez Andrzeja Korzyńskiego, a teksty utworów napisał Marek Dutkiewicz.

## Lista utworów
Strona A:
1. „Baobab”
2. „Gwiazda dnia”

Strona B:
1. „Karawana”
2. „W pustyni i w puszczy”

## Twórcy
- zespół instrumentalny pod dyr. Andrzeja Korzyńskiego
- Elżbieta Dmoch – wokal
- Janusz Kruk – gitara, wokal
- Andrzej Krzysztofik – gitara basowa, wokal